# Erik Drake
Erik Drake af Hagelsrum (* 8. Januar 1788 in Föllingsö, Kisa, Schweden; † 9. Juni 1870 in Stockholm) war ein schwedischer Musikwissenschaftler, Komponist und Sammler von Volksliedern.

## Leben
Seine Eltern waren der Hauptmann Leonard Fredrik Drake und Emerentia Elisabet Stockenström. Er studierte an der Universität Uppsala. Von 1808 bis 1810 war er an der Sternwarte in Uppsala beschäftigt. 1818 war er Mitarbeiter der Königlich Schwedischen Musikakademie und ab 1826 als Hilfslehrer für Musiktheorie am Lehrinstitut der Musikakademie beschäftigt. Dort wurde er am 2. Juni 1830 Professor für Musiktheorie und Komposition, von 1834 bis 1859 war er zudem Inspektor der Bildungseinrichtung der Akademie. Ab dem 30. Januar 1841 war er Sekretär der Akademie und ab 1849 auch Bibliothekar. Seine Entlassung aus allen Ämtern erfolgte am 28. Dezember 1860. Von 1828 bis 1830 und von 1856 bis 1858 war er Mitglied des Ritter- und Adelsstandes im schwedischen Reichstag.
Verheiratet war Drake mit der Kapitänstochter Elisabeth Catharina Printzensköld (1794–1839).

## Auszeichnungen
1852 wurde er zum Ritter des Königlichen Wasa-Ordens geschlagen.

## Werke
Als Komponist schrieb Erik Drake Vokal- und Kammermusik. Neben seiner Tätigkeit als Musiktheoretiker war er Autor und Herausgeber zahlreicher wichtiger Zeitschriften und Dokumente des schwedischen Musiklebens. Darüber hinaus sammelte er in seinem Geburtsort und später in Stockholm schwedische Volkslieder, die wiederum von August Afzelius und Iwar Arwidsson (1791–1858) in ihre Publikationen zu diesem Thema aufgenommen wurden.

### Kompositionen (Auswahl)
- Bergagubben (Operette, verschollen)
- Kammermusik
  - Zwei Streichquartette
  - Divertimento für Querflöte und Piano
  - Sonate für Violine und Piano
  - Drei Divertissements für Klavier
  - Stücke für Klavier zu vier Händen
  - Liederzyklen, einzelne Lieder und das Deklamatorium Sappho
- Chorwerk
  - Stabat mater für dreistimmigen Chor SAB a cappella

### Veröffentlichungen
- Allmänna grunder i musik- och clavérspelning, 1830.
- Elementar-cours i harmonie-läran, drei Auflagen 1851–1857.
- Läran om contrapunkten, 1845.
- Frågor i harmoni-läran, till besvarande i organistexamen, 2. Auflage 1849.
- Gollmicks Kritisk terminologi, Übersetzung.
- Zöllners Orgelskola, Übersetzung.